# ジュリア・グリジ
ジュリア・グリジ（Giulia Grisi, 1811年3月22日 - 1869年11月29日）は、イタリアのソプラノ・オペラ歌手。彼女はデ・カンディア侯爵夫人としても知られ、ヨーロッパ中で公演するとともにアメリカにも演奏旅行に出かけた、19世紀を代表する歌手の一人であると考えられている。
グリジはグリュックスブルク家と親戚関係にあり、夫となったのはサルデーニャ王国の侯爵、貴族の首長（カヴァリエーレ Cavaliere）であったジョヴァンニ・マッテオ・マリオである。彼女は現在、夫とともに晩年を過ごしたパリのペール・ラシェーズ墓地に眠っており、その墓石にはジュリア・デ・カンディア（Giulia de Candia）と刻まれている。

## 生涯
ジュリア・グリジはミラノ（当時はナポレオンが建てたイタリア王国の首都）で、イタリアでのナポレオンの部下の一人の娘として生まれた。彼女の家系は音楽的才能に恵まれており、母方のおばにあたるジュゼッピーナ・グラッシーニは大陸とロンドンで人気のオペラ歌手であった。歌手であった彼女の姉のジュディッタとバレエダンサーであった従妹のカルロッタも芸術家だった。ベッリーニはジュディッタのために「カプレーティとモンテッキ」のロメオ役を書き、初演を歌ったのは彼女である。従って、ジュリアはごく当たり前に音楽教育を受け、1828年にはボローニャでロッシーニの「ゼルミーラ」のエマ役でステージデビューを飾った。ロッシーニとベッリーニはジュリアに関心を抱き、ミラノではベッリーニの「ノルマ」の初演でアダルジーザを歌うことになる。この公演ではソプラノ・ドラマティコのジュディッタ・パスタが主役を演じた。
グリジは1832年にパリを訪れ、ロッシーニのオペラ「セミラーミデ」で大きな成功を収める。1834年には「泥棒かささぎ」のニネッタ役でロンドンデビューを飾り、再びパリに戻って1835年にはイタリア劇場ベッリーニの「清教徒」の初演でエルヴィラ役を演じた。1842年にはドニゼッティがグリジと、マリオという芸名で知られたジョバンニ・マッテオ・デ・カンディアを念頭に「ドン・パスクワーレ」のノリーナ役とエルネスト役を作曲し、2人は生涯連れ添う仲になる。
グリジの声はソプラノ・ドラマティコであったと記されており、全盛期の彼女はその声の並外れた美しさ、均等さ、滑らかさによって音楽評論家から称賛されていた。彼女のキャリアは全部で30年であった。彼女は女優であると目されており、ロンドンにおいてはルイージ・ラブラーケ、ジョヴァンニ・ルビーニ、アントニオ・タンブリーニ、そして言うまでもなくマリオなどの優れた歌手と共演することが常であった。実際、辛口の批評家であるヘンリー・コールリーは、彼女とマリオの活躍によってイタリアオペラがロンドンの音楽シーンの重要な一部分となったことを褒め称えている。

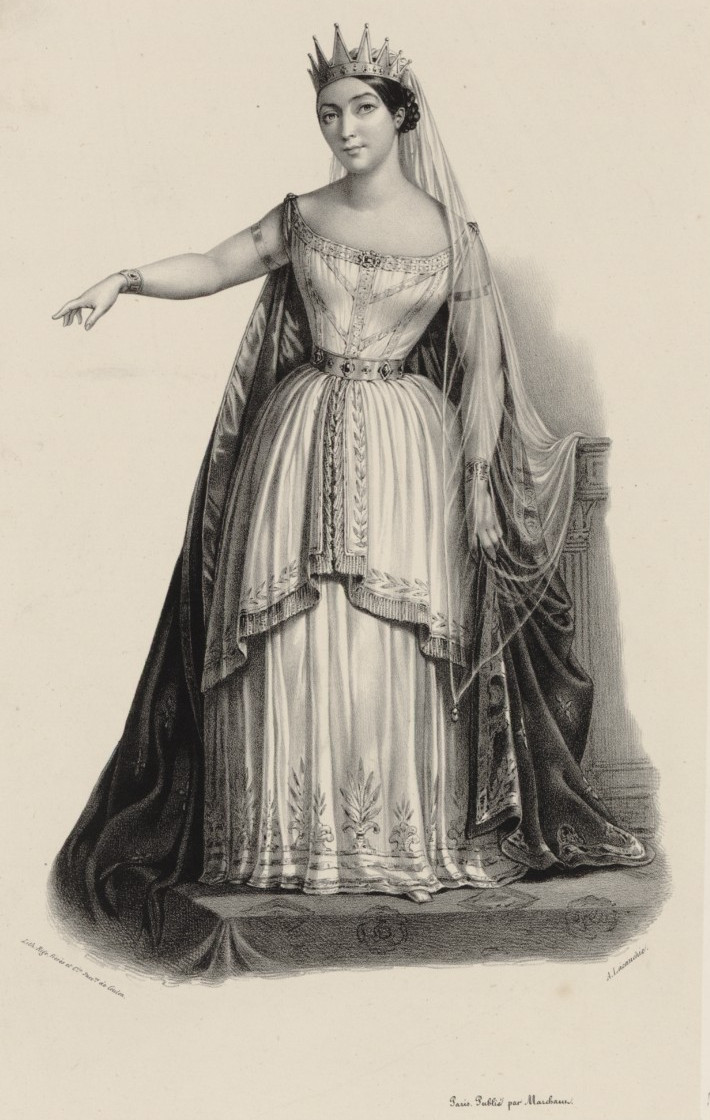
「セミラーミデ」のセミラーミデ役。

1854年にグリジとマリオはアメリカ合衆国へとツアーを行ったが、国際的な著名人として歓待を受け、大金を手にすることに成功した。
グリジは1836年にジェラール・ド・メルシィ伯爵（Gérard de Melcy）と結婚したが、彼は当初彼女の離婚の希望を認めなかった。しかし数年の後に別れてマリオと一緒になり、2人は6女を儲けた。マリオと暮らしながら、グリジはパリとロンドンに居を構えた。しかし結婚後はイタリアに帰国し、マリオが1849年購入したフィレンツェのヴィラ・サルヴィアティ（Villa Salviati）の土地に移った。そこではオペラ会からはもちろん、遠い親戚にあたるギリシア、ロシアの王族やイタリア、イギリスの貴族などの上流階級からの名だたる客人を迎え、そうした刺激的に過ごした日々についてグリジは日記に綴って書きとめた。
家族と共にロシアのサンクトペテルブルクへと向かう列車の中、ドイツとの国境を越えたあたりでにグリジに異変が生じた。彼女はベルリンのホテルに担ぎ込まれ、そこでイザベル医師（Isabell）の治療の下、最期の日々を過ごした。1869年11月29日、彼女は帰らぬ人となった。亡骸は夫によってパリへと移され、ペール・ラシェーズ墓地に埋葬された。彼女の墓はモリエールの墓の正面にあり、平らな白い石に「ジュリア・デ・カンディア公爵夫人」と記されている。
マリオとの間に生まれた娘の中で、セシリア・マリア・デ・カンディアは名の知れた作家になった。彼女はイギリス紳士のペアース卿と結婚し、1910年に著書「偉大なる歌手のロマンス The Romance of a Great Singer」を出版している。